# コビシスタット
コビシスタット（Cobicistat）は、ヒト免疫不全ウイルス感染症（HIV/AIDS）の治療に使用される薬剤である。
HAARTの一部として承認されているブースターであるリトナビルと同様、重要なCYP3A4サブタイプを含むヒトのCYP3A酵素の阻害剤である。この酵素は、HIVインテグラーゼ阻害剤であるエルビテグラビルなどの他のHIV治療薬を代謝分解するものである。コビシスタットと他のHIV治療薬の併用により、より少ない投与量で治療薬の最高血中濃度を高めることができ、理論的にはそのウイルス抑制効果を高めて副作用を軽減できるとされている。リトナビルと異なりコビシスタット自体には抗HIV活性がない。また、腸管トランスポーターを阻害し、アタザナビル、ダルナビル、テノホビル アラフェナミド等のHIV治療薬の全体的な吸収率を向上させる。
単剤では製剤化されておらず、2剤合剤1種と4剤合剤3種に配合されている。
- ダルナビル・コビシスタット[4]
- エルビテグラビル・コビシスタット・エムトリシタビン・テノホビル ジソプロキシル[5]
- エルビテグラビル・コビシスタット・エムトリシタビン・テノホビル アラフェナミド[6]
- ダルナビル・コビシスタット・エムトリシタビン・テノホビル アラフェナミド[7]

## 化学的特徴
リトナビルの類縁物質で、バリン部位を2-モルホリノエチル基に交換し骨格のヒドロキシ基を除去した構造である。

## 発見から開発まで
リトナビルとデスオキシリトナビルをリード化合物とした構造活性相関研究によって開発された。一部のCYP1AおよびCYP2Cと比べCYP3Aアイソザイムファミリーに対して強力かつ選択的な阻害作用を示す（IC50 0.15 μM）。構造活性相関を用いて開発されたためCYP3Aとの結合時の構造はよく理解されていないが、CYP3A4とリトナビル類縁体との蛋白質-リガンド相互作用の研究から、CYP3A4のIle369、Ala370、Met371、Arg105、Ser119がリトナビル類縁体のCYP3A4阻害に重要な役割を持つと明らかになっている。